# Chelín (comuna)
Chelín fue una comuna chilena que integró el antiguo departamento de Castro, en la provincia de Chiloé. Existió entre 1891 y 1928.

## Historia
La comuna fue creada por decreto del 22 de diciembre de 1891, con el territorio de las subdelegaciones 13.ª y 14.ª del departamento de Castro, Estaba integrada por las islas Chelín y Quehui, siendo Chelín cabecera de la comuna.
En 1895, de acuerdo al censo de ese año, la comuna tenía una población de 2921 habitantes (932 en Chelín y 1989 en Quehui). En 1907, según el siguiente censo, la población había aumentado a 3341 habitantes.
Esta comuna fue suprimida mediante el Decreto con Fuerza de Ley N.º 8.583 del 30 de diciembre de 1927, dictado por el presidente Carlos Ibáñez del Campo como parte de una reforma político-administrativa, anexando su territorio a la comuna de Castro. La supresión se hizo efectiva a contar del 1 de febrero de 1928.